# Scalptia mercadoi
Espèce
Scalptia mercadoi est une espèce de mollusques gastéropodes marins appartenant à la famille des Cancellariidae.
- Répartition : côtes ouest de l’Amérique.
- Longueur : 3,5 cm.

## Source
- Arianna Fulvo et Roberto Nistri (2005). 350 coquillages du monde entier. Delachaux et Niestlé (Paris) : 256 p.  (ISBN 2-603-01374-2)